# Clancy (band)
Clancy was een Britse rockband.

## Bezetting
- Colin Bass (basgitaar, zang)
- Jonathan 'Jojo' Glemser (gitaar, zang)
- Ernie Graham[1] (gitaar, zang)
- Gaspar Lawal (percussie)
- Dave Vasco (gitaar)
- David Skinner (keyboards, zang)
- Barry Ford (drums, zang)
- Jim Cuomo (saxofoon)
- Sam Mitchell (dobro) bij Every Day

## Geschiedenis
Medio 1973 introduceerde Ian Gomm van Brinsley Schwarz Colin Bass (The Foundations en Velvet Opera), waarmee Gomm had gespeeld in The Daisy Showband, bij Ernie Graham (Eire Apparent en Help Yourself) en Jonathan Jojo Glemser (ook Help Yourself), met wie Gomm had gespeeld tijdens de Downhome Rhythm Kings-tournee. Samen met drummer Steve Brendall (ex-Matchbox) en Dave Vasco (medeoprichter van The Foundations), richtten ze Clancy op, die onderdeel werd van het Londense pubrockcircuit. Ze tekenden kort bij Island Records, maar werden ontslagen na een conflict met producent Muff Winwood.
Tijdens het eind van 1973 verlieten Brendall en daarna Glemser de band en werden vervangen door George Butler en Dave Skinner (voorheen Uncle Dog). Toen Butler wegging, werd deze vervangen door Barry Ford en Gaspar Lawal. De bezetting stabiliseerde zich en Clancy tekende bij Warner Bros. Records, waar ze de twee albums Seriously Speaking (1974) en Every Day (1975) uitbrachten. Geen van beide albums bereikte de hitlijst en Clancy werd ontbonden in 1976.

## Discografie

### Singles
Warner Bros. Records
- 1974: Back On Love / Steal Away
- 1975: Baby Don't You Do It / Everything's Gonna Be Fine
- 1975: Good Judgement / Leavin' Town
- 1978: You Have Made My Life So Sweet / Stealaway

### Albums
Warner Bros. Records
- 1974: Seriously Speaking - 2004 geherpubliceerd op cd Vivid
- 1975: Every Day - 2004 geherpubliceerd op cd Vivid